# 폴 벤
폴 벤 (Paul Veyne, 1930년 6월 13일 ~ 2022년 9월 29일)은 프랑스의 고고학자 및 역사가이며, 고대 로마사 전문가이다. 고등사범학교 출신이자 에콜 프랑세즈 드 롬의 회원인, 그는 현재 콜레주 드 프랑스의 명예 교수이다.

## 생애
그가 엑상프로방스출신이며,‘교양이 없었다’라고 묘사하던 고전적인 생활 환경 시기에, 벤은 8살 때 카바용이라는 마을 근처의 켈트족 유적지에서 암포라 조각을 발견하면서 우연하게 고고학과 역사에 관심을 갖게 되었다. 그는 그가 자랐던 곳이 로마 문명으로 유명했던 곳이었기에 로마 문명에 대해 특별한 관심을 키웠다.
가족이 릴로 이사가면서, 그는 릴에 있는 고고학 박물관의 로마 유물 소장품들을 열심히 공부하였으며, 이 박물관에서 큐레이터의 지도를 받았다. 그는 그의 그리스 및 로마에 대한 관심사가 어느 인문학자의 자극이나 특정한 존경심에서 비롯한 것이 아니라, 어린 시절 그의 우연한 발견에서 비롯한 것이라 주장했다.
칸(입학시험) 때문에 파리로 가게 된, 그는 생미셸가에 있는 파리 해방을 기념하는 박육조 앞에서 갑자기 정치적인 각성의 순간을 가졌고 프랑스 공산당에 입당했다. 진정한 정치적 신념을 갖지 않았던 그는 4년 뒤에 당을 떠났다.
한편 식민지 정부의 알제리인들에 대한 나쁜 대우는 그에게 나치의 잔인성과 동등한 만큼의 혐오감을 느끼게 했다. 그럼에도 이번에 그의 충격은 사회적이나 정치적이라기보다는 도덕적인 면이었다.
폴 벤은 1951-55년간 파리의 고등사범학교에서 수학하였다. 그는 1955-1957년까지 에콜 프랑세즈 드 롬의 회원이었으며, 그 후에 프로방스 대학교의 교수를 맡으며 액상프로방스에 정착하였다. 역사 인식론에 대한 도발적인 에세이인 ‘Comment on écrit l'histoire’를 그가 출판한 것이 이때였다. 프랑스 역사학의 주요 경향이 양적 연구가 선호되던 당시에, 벤의 에세이는 역사가 ‘진정한 이야기’가 되어야 한다 당당히 선포하였다. 이 에세이를 통해서, 그는 과학사의 서사적 측면에 대한 관심의 초기 전형이 되었다.
그런데 1975년에 그의 에우엘제티즘에 대한 논문 (Le pain et le cirque)은 벤의 서사적 개념이 일반적인 사용과 다르다는 것과, 당시 주도적이던 아날학파와 그의 견해 차이가 1970년에 보였던 것보다는 작다는 것을 보여주었다. 이 논문은 마르셀 모스의 방식에 따른 것으로, ‘전통적인’ 서사 역사보다는 인류학적 영향을 받은 3세대 아날학파의 ‘histoire des mentalités’와 동일한 방식으로, 선물을 주고 받는 관습이 대한 광범위한 연구이다.
1975년에 벤은 레몽 아롱의 지지를 받은 덕에 콜레주 드 프랑스에 들어가게 되었다. 그렇지만, 벤은 콜레주 드 프랑스에서 첫 강의 개회식에서 아롱의 이름을 언급하지 않으며, 아롱의 불쾌감을 일으켰으며, 벤에 의하면 아롱이 그 사건을 자신에 대한 배은망덕으로 받아들여, 그 이래로 그에게 박해를 받았다고 한다. 벤은 1975년부터 1999년까지 콜레주 드 프랑스에서 로마사 교수직 자리를 유지하였다.
1978년에 벤의 인식론적 에세이는 역사가로서의 미셸 푸코에 대한 새로운 에세이인 ‘Foucault révolutionne l'histoire’와 함께 재발행되었다. 이 에세이에서 벤은 서사적 역사를 강조하는 것에서부터 거리를 두고, 푸코의 활동이 어떻게 역사적 사고 방식에서 주요한 변화를 이뤘는지에 초점을 맞추었다. 벤에 따르면 푸코의 '혁명'의 본질은 인식론적 목적이 물체 자체에서보다는 발생하는 것이라는 사고 방식을 강조한 '물체'에서 '관습'으로 주의를 변화시킨 것이었다. 이 에세이를 통해 벤은 푸코에 대한 독특하면서 중요한 해석자로 떠올랐다. 고대사 역사가와 철학자 간의 관계 역시도 푸코의 공개 강의(1978-79)에서 리버럴리즘에 관한 해석뿐만 아니라 성의 역사 제2권에서 태고에 대한 푸코의 변화에 영향을 주었다. 2008년에 벤은 1978년에 푸코를 주제로 한 에세이를 개정하여 서적을 발매하였다.
폴 벤은 현재 보클뤼즈의 베두앙에 거주한다.

## 서훈
- 1990 : 레지옹 도뇌르 5등급
- 2016 : 레지옹 도뇌르 4등급
- 2016 : 프랑스 문화예술공로훈장 1등급

## 수상
- 1972 : 아카데미 프랑세즈상
- 2006 : 샤토브리앙상
- 2007 : 프랑스 의회 역사서상
- 2007 : 그랑프리 고베르
- 2009 : 프리 로제 카유아
- 2014 : 프리 페미나 에세
- 2017 : 프랑스 국립도서관상

## 주요 출판물

### 프랑스어
- Comment on écrit l'histoire : essai d'épistémologie, Paris Le Seuil, 1970.[12]
- Le pain et le cirque, Paris, Le Seuil, 1976.
- L'inventaire des différences, Paris, Le Seuil, 1976.
- Les Grecs ont-ils cru à leurs mythes ?, Paris, Le Seuil, 1983.
- L'élégie érotique romaine, Paris, Le Seuil, 1983.
- Histoire de la vie privée, vol. I, Paris, Le Seuil, 1987.
- René Char en ses poèmes, Paris, Gallimard, 1990.
- La société romaine, Paris, Le Seuil, 1991.
- Sénèque, Entretiens, Lettres à Lucilius, revised translation, introduction and notes, Paris, Laffont, 1993.
- Le quotidien et l'intéressant, conversations with Catherine Darbo-Peschanski, Paris, Hachette, 1995.
- Les mystères du gynécée, in collaboration with F. Frontisi-Ducroux and F. Lissarrague, Paris, Gallimard, 1998.
- Sexe et pouvoir à Rome, Paris, Tallandier, 2005.
- L'empire gréco-romain, Paris, Le Seuil, 2005.
- Foucault, sa pensée, sa personne, Paris, Albin Michel, 2008.
- Mon musée imaginaire, ou les chefs-d'œuvre de la peinture italienne, Paris, Albin Michel, Beaux livres, 2010.
- Et dans l'éternité je ne m'ennuierai pas, Paris, Albin Michel, 2014.
- Palmyre. L'irremplaçable trésor, Paris, Albin Michel, 2015
- La Villa des Mystères à Pompéi, Paris, Gallimard, coll. « Art et Artistes », 2016.
- Une insolite curiosité, Paris, Robert Laffont, coll. « Bouquins », 2020.

### 영어
- Writing History: Essay on Epistemology, Oxford, The Wesleyan Edition, 1984
- History of Private Life: From Pagan Rome to Byzantium, Harvard, Harvard University Press, 1987
- Did the Greeks Believe in Their Myths?: An Essay on the Constitutive Imagination, Chicago, University of Chicago Press, 1988
- Bread and Circuses: Historical Sociology and Political Pluralism, London, Penguin Books, 1992
- The Roman Empire, Harvard, The Belknap Press, 1997
- Foucault: His Thought, His Character, Cambridge, Polity Press, 2003
- When Our World Became Christian: 312 - 394, Cambridge, Polity Press, 2010
- Palmyra: An Irreplaceable Treasure, Chicago, University of Chicago Press, 2017